# Голод в Белорусской ССР
Голод в Белорусской ССР (бел. Голад у Беларускай ССР) — голод 1932—1933 и 1946—1947 годов на территории Белорусской ССР.

## Голод в 1932—1934 годах
Голод в Белорусской ССР в 1932—1934 годах — массовый голод в 1932—1934 годах, приведший к многочисленным людским жертвам (включая умерших от голода и репрессированных советской властью в связи с голодом) на территории Белорусской ССР.
Профессор Европейского гуманитарного университета (Вильнюс, Литва), кандидат исторических наук Ирина Романова писала, что с марта 1932 года райисполкомы получили разрешение Совнаркома БССР заносить на «чёрную доску» уже отдельные деревни. Это значит, что в таких колхозах торговля запрещалась, с магазинов забирали все товары, досрочно погашали кредиты и займы, склады с зерном для потребления опечатывали, семенной фонд распределяли между другими колхозами, закрывали мельницы и вели жёсткую борьбу с помолом на ручных жерновах. Одновременно прошла новая волна арестов, высылок в Сибирь и исключения из колхозов «кулаков» и «подкулачников».
В некоторых местах протест против голода принимал агрессивные формы: например, известно о Борисовских голодных бунтах в апреле 1932 года и в мае 1933 года.
С лета 1933 года сигналы в центр про голод на местах стали массовыми: например, в Узденском районе в 8 колхозах насчитывалось 1290 человек, которым требовалась помощь хлебом. Аналогичное положение сложилось в Ушачском районе, где «многие колхозники уже сейчас не имеют хлеба и питаются различными суррогатами». В Житковичском районе, согласно докладам, в тяжёлом положении находились 33 колхоза (около 4500 человек). В 68 колхозах зоны Климовичской МТС из 4200 семей 3000 не имели вообще никаких продуктов. Не было хлеба и в Пуховичском районе, где люди болели и не могли выйти на работу. На Гомельщине в 45 из 93 колхозов физически отсутствовали продукты питания, а крестьянам приходилось есть коренья и листья.
8 июня 1933 года первый секретарь ЦК КП(б)Б Николай Гикало и председатель СНК БССР Николай Голодед получили доклад из Наровлянского района: «На гэтых днех (2 чэрвеня) меўмейсца з рада вон выходзячы факт: гр. в. Цiхiн (Акопскага сельсавету) Сiкорская ноччу зарэзала сваего 9-гадовага дзiцяцi. Частку унутраносьцей пасьпела поесьцi, назаўтра ўтопiла другога дзiцяцi i памерла сама ад iстошчэньня». С соседнего Ельского района сотрудники ЧК дослали рапорт о том, что в 200 семьях из 250 единоличных хозяйств дети и взрослые опухли от голода, за 2 месяца от истощения умерло 20 человек: «Аднаасобнік хутара Рэдзька Каладзей Мікіта, каб не бачыць пакут галоднай сям'і, закрыў у хаце жонку і траіх малалетніх дзяцей, закалаціў наглуха дзверы і вокны, пасля чаго сам уцёк. Жонка і двое дзяцей Каладзея ўжо памерлі, адно дзіця выратавана суседзямі. V в. Мялешкавічы ўдава Ціханава Ульяна на глебе голаду кінула 3 дзяцей і сышла невядома куды».
21 июня специальная комиссия из Минска записала в протоколе о том, что в Ельском и Наровлянском районах мор затронул до 60 % населения: народ ест не только «ліпавы ліст, верас, мох і мякіну», но в некоторых хозяйствах — даже «кошак, сабак і конскую падлу». Также комиссия отметила: «V в. Акопы … жонка бедняка, які пайшоў на працу ў горад, вярнуўшыся дадому і знайшоўшы мёртвым свае дзіця Валодзю, адрэзала ногі дзіцяці і зварыла са шчаўем. Шчаўе паела сама і накарміла іншае дзіцё. На другі дзень памерла сама і іншае дзіця».
21 августа 1933 года Могилёвское управление ОГПУ за якобы плохую обработку полей арестовало в Костюковичском районе 56 человек, которые под пытками признались, что являются саботажниками, после чего были высланы в Западную Сибирь.
Несмотря ни на что, заготовки хлеба выполнялись. Секретарь РК КП(б)Б Житковичского района в 1934 году предупреждал руководство, что вследствие неблагоприятных природных условий (вымочки, дожди в период созревания культур) и высоких обязательных поставок в районе сложилось чрезвычайное положение: «У выпадку, калі не будуць прыняты неабходныя меры дапамогі, то гэтая вясна будзе другі год галоднай вясной для большасці калгасаў раёна… Спажыванне хлеба новага ўраджаю пачалося ў парадку выдачы авансаў ад самага пачатку яго абмалоту, г.зн. з жніўня месяца… У выніку ўсяго гэтага ўжо да студзеня-лютага гэтыя групы не маюць хлеба». Из 500 дел, находившихся на рассмотрении в Житковичском нарсуде на 25 апреля 1934 года абсолютное большинство составляли дела о хищении скота и продуктов питания.
В ноябре 1934 года пленум ЦК КП(б)Б принял решение об отмене с 1 января 1935 года карточной системы на хлеб и некоторые продукты, что представлялось властями как радикальная экономическая реформа, направленная на развитие в стране товарно-денежных отношений. Низкие карточные цены были охарактеризованы Иосифом Сталиным как «дар дзяржавы працоўнаму класу». Положение же в белорусской, как и в украинской, деревне по-прежнему оставалось сложным.

### Осмысление голода в Белорусской ССР в 1932—1934 годах
Одной из попыток осмысления трагедии в контексте белорусской истории стала белорусско-украинская научно-практическая конференция «1929-1934: Сталінская „рэвалюцыя зверху“, або знішчэнне сялянства і Галадамор у Беларусі». Факты, приведённые в докладах белорусских историков Ирины Романовой, Василя Матоха, Якова Басина и Игоря Кузнецова показали, что голод в Белоруссии хотя и был менее масштабным, чем на Украине, однако имел не менее тяжкие последствия. В эти годы на территории Украинской ССР количество жертв шло на миллионы, что удалось подсчитать благодаря открытым архивам КГБ, но точное количество жертв в Белорусской ССР остаётся тайной, ведь и поныне вся информация на эту тему засекречена.
По подсчётам украинского учёного Виктора Гудзя, кандидата исторических наук и доцента Мелитопольского государственного педагогического университета имени Богдана Хмельницкого, в это время в Белоруссии голодом и репрессиями было уничтожено от 100 до 500 тысяч человек. Так, по словам Виктора Гудзя, например, в одном только Наровлянском районе Гомельской области, которая наиболее пострадала от голода, за 1932—1933 годы есть данные о гибели тысячи крестьян. Согласно подсчётам, осуществлённым в Институте демографии и социальных исследований имени М. В. Птухи НАН Украины, величина демографических потерь в результате голода 1932—1933 годах в Белорусской ССР составляет 67 600 человек.

## Голод в Белорусской ССР в 1946—1947 годах
Голод в Белорусской ССР в 1946—1947 годах — массовый голод на территории Белорусской ССР в 1946—1947 годах, являлся частью всесоюзного голода 1946—1947 гг..
Голод 1932—1934 годов охватил только Восточную Белоруссию, так как Западная Белоруссия в те годы входила в состав Польши. Однако голод 1946—1947 годов охватил всю территорию современной Белоруссии. 5 декабря 1946 года в колхозе имени Ворошилова Лоевского района прошло собрание, где колхозники потребовали хотя бы картофеля, так как заявили, что умирают от голода. Председатель возразил, что за это его отправят в Сибирь, но колхозники ему ответили: «Тебя одного сошлют, зато мы останемся живыми».
Из докладной записки секретарям ЦК КПБ Гусарову и Игнатьеву за июль 1947 года: «В прошлом году в Палесской области урожай составил 3,3 центнера с гектара… Почти половина колхозов области не выдавали в конце хозяйственного года хлеба и картошки на трудодни… В Брагинском районе в период окончания сева два колхозника, работая за плугом, упали и умерли… Детские сады и приёмники переполнены детьми, которых бросили родители из-за невозможности прокормить. Так, в Мозырском детском доме, рассчитанном на 50 детей, находится 137 детей».
По подсчётам историка Ирины Кашталян, от голода 1946—1947 годов пострадало около 300 тысяч жителей Белорусской ССР. Количество умерших и убитых неизвестно.